# Ptisana boninensis
Ptisana boninensis är en kärlväxtart som först beskrevs av Takenoshin Nakai, och fick sitt nu gällande namn av Koji Yonekura. Ptisana boninensis ingår i släktet Ptisana och familjen Marattiaceae. Inga underarter finns listade i Catalogue of Life.